# Conibear Csónakház
A Conibear Csónakház a Washington Huskies sportegyesület evezőscsapatainak felkészülését szolgáló épület a Washington-tavon.
Az 1949-ben megnyílt, majd 2005-ben felújított létesítmény a közelben fekvő ASUW Csónakház kiváltására készült; névadója Hiram Conibear edző.

## Fordítás
- Ez a szócikk részben vagy egészben  a   Conibear Shellhouse című angol Wikipédia-szócikk ezen változatának fordításán alapul.  Az eredeti cikk szerkesztőit annak laptörténete sorolja fel. Ez a jelzés csupán a megfogalmazás eredetét és a szerzői jogokat jelzi, nem szolgál a cikkben szereplő információk forrásmegjelöléseként.